# Marline Fritzius

Marline Fritzius in 1960

Marline Fritzius (Eindhoven, 1936 - aldaar, 23 december 2006) was een Nederlandse kunstschilder, actrice, filmmaker en oprichter van de naar haar genoemde stichting die zich inzet voor afasiepatiënten. Zij volgde haar opleiding aan de Vrije Academie te Den Haag.

## Leven en werk
Marline Fritzius bezocht de Kunstnijverheidsscholen in Den Bosch en Amsterdam en de Vrije Academie te Den Haag. Zij beheerste tal van technieken, maar werkte bij voorkeur in waterverf. Haar aquarellen van bloemen, planten en mossen vallen op door de grote aandacht waarmee zij zijn gemaakt en die deze werken een bijna wetenschappelijk karakter verleent. Haar overige werk, waaronder portretten, doet daarentegen vaak naïef aan. Het komt voor uit een bewuste keuze voor het gebruik van een primitieve stijl. Fritzius gaf op deze wijze uitdrukking aan haar verlangen naar een eerlijke, pure en compromisloze kunst. In 1970 organiseerde Galerie Balans een grote overzichtstentoonstelling, die positief door de pers en het publiek werd ontvangen (Parool 5-11-1970 en De Tijd 23-11-1970).
Fritzius was een dubbeltalent en was naast kunstenaar tevens succesvol als actrice en filmmaker. Ze volgde enige tijd de acteursopleiding van het Sperimentale di Cinematografia te Rome en speelde de hoofdrol in Het compromis, in deze door haar toenmalige echtgenoot Philo Bregstein geregisseerde film. De film werd in 1968 op het Filmfestival van Venetië met de Gouden Duif bekroond. Daarnaast maakte zij samen met Bregstein de indrukwekkende documentaire over de kunstenaar Ernst Schäublin (NRC, 31-08-1976).
In 1976 raakte ze in ernstige mate afatisch na een eenvoudige chirurgische ingreep. Ze was daarna nauwelijks in staat tot praten. Met vallen en opstaan en met veel inzet wist ze de gevolgen van haar afasie voor een belangrijk deel te overwinnen. Voor haar herstel was de schilderkunst van groot belang. Ze leerde zichzelf om met haar andere hand te schilderen. Dit resulteerde in twee tentoonstellingen. Uit haar ervaring ontstond het idee mensen met afasie in de gelegenheid te stellen de positieve effecten van schilderkunst op het ziekteproces te laten ervaren. Vlak voor haar overlijden richtte zij de stichting Marline Fritzius op, een stichting waar mensen met afasie bij elkaar komen om te schilderen of boetseren onder begeleiding van ervaren kunstenaars. Eind 2006 overleed zij, zeventig jaar oud.

## Tentoonstellingen
- 1970: Galerie Balans, Amsterdam: overzichtstentoonstelling
- 1993: Galerie Forum, Amsterdam: Mossen
- 1994: Kasteel Groeneveld, Baarn: Mossen
- 2018: Galerie Stichting Marline Fritzius: overzichtstentoonstelling

## Films
- 1968: Het compromis, regie Philo Bregstein en Marline Fritzius. Hoofdrollen: Gerben Hellinga, Marline Fritzius en John Tiel, camera: Frans Bromet. De film ontving de Gouden Duif voor de beste eerste speelfilm op het filmfestival van Venetië, 1968
- 1976: Ernst Schäublin, boer en schilder, regie Philo Bregstein en Marline Fritzius. Documentaire NCRV, 65 mins, 1976

## Publicaties
- 1993: Mossen, aquarellen Marline Fritizus, Uitgeverij Van Spijk
- 2018: Uit je woorden, leven en werk van Marline Fritzius, Ed de Heer en anderen, Lecturis ISBN 9789462262720